# Rune Holta

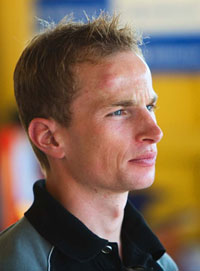
Rune Holta.

Rune Holta, född den 29 augusti 1973 i Stavanger i Norge (uppvuxen i Randaberg), är en norskfödd speedwayförare som sedan 2002 har haft polskt medborgarskap och sedan 2005 har tävlat för Polen. Rune Holta kör internationellt i Speedway Grand Prix och nationellt för Częstochowa i polska Speedway Ekstraliga. Rune Holta körde för Dackarna i elitserien innan han blev utan klubb i Sverige. Han tog sin första Grand prix-seger på Ullevi 2008. Holta är flerfaldig polsk och norsk mästare och lagvärldsmästare med Polen. Han kom på sjunde plats i GP-serien 2009.